# دکتر معجزه‌گر
دکتر معجزه گر‌ (به ترکی استانبولی: Mucize Doktor) یک مجموعه تلویزیونی ترکی در ژانر درام پزشکی است. که از ۱۲ سپتامبر ۲۰۱۹ تا ۲۷ مه ۲۰۲۱ از  شبکه فاکس پخش می‌شد. این مجموعه تلویزیونی اقتباسی از سریال کره‌ای دکتر خوب است.

## بازیگران و شخصیت‌ها
| بازیگر               | نقش             | قسمت  | توضیحات                                                                           |
| -------------------- | --------------- | ----- | --------------------------------------------------------------------------------- |
| تانر اولمز           | علی‌وفا          | ۱-۶۴  | همسر نازلی، برادر احمد، دوست ازو ،برادرخوانده فرمان، فرزند خوانده عادل-پدر پورتگا |
| صینم اونسال          | نازلی گولنگول   | ۱-۶۴  | همسر علی، دوست صمیمی اچلیا و گولین و سلوی-مادر پورتگا                             |
| انور تونا            | فرمان اریت      | ۱-۶۴  | همسر بلیز، پدر خوانده لیلا، برادرخوانده علی‌وفا، برادر فاتوش                       |
| هازال تورسان         | بلیز بویسال     | ۱-۶۴  | همسر فرمان، خواهر ناتنی لیلا                                                      |
| مراد آیگن            | تانجو کورمان    | ۱-۶۴  | همسر وصالت، دوست کیولجیم                                                          |
| رها اوزجان           | عادل ارینچ      | ۱-۵۰  | عاشق سلوی، پدر خوانده علی‌وفا                                                      |
| فیرات آلتون‌مشه       | دمیر آلدیرماس   | ۱-۵۵  | دوست پسر سابق و عاشق آچلیا                                                        |
| بهتر دینچل           | سلوی اوستاگیل   | ۱-۶۴  | عاشق عادل، دوست صمیمی گولین و نازلی و آچلیا                                       |
| هایال کوسه‌اوغلو      | آچلیا دینگین    | ۱-۶۴  | دوست دختر سابق دمیر، دوست صمیمی گولین و نازلی و سلوی                              |
| مروه بولوت           | گولین شنالپ     | ۱-۶۴  | دوست دختر سابق گونش، همسر محسن، دوست صمیمی اچلیا و نازلی و سلوی                   |
| کورهان هردوران       | گونش یلماز      | ۱-۴۵  | دوست پسر سابق و عاشق گولین                                                        |
| اوزگه اوزدر          | کیویلجیم بویسال | ۱-۲۹  | مادر لیلا، دوست تانژو                                                             |
| هاکان کورتاش         | دوروک اوزوتُرک   | ۲۹-۶۴ | همسر هاریکا                                                                       |
| زرین تکیندر          | وصالت کوزاغلو   | ۴۶-۶۴ | همسر تانجو، مادر ازو                                                              |
| سرکان کسکین          | محسن کرونماز    | ۵۷-۶۴ | همسر گولین                                                                        |
| صدا باکان            | فردا ارینچ      | ۳۰-۴۲ | دختر عادل                                                                         |
| مروه دیزدار          | داملا کیاک      | ۲۵-۲۸ | ‌یک نقش منفی                                                                       |
| ازگی آثاراوغلو       | ازو کوزاغلو     | ۴۰-۵۴ | عاشق علی وفا ،دختر وصالت                                                          |
| آدین کولچه           | علی وفا (کودکی) | ۱-۶۴  | کودکی علی وفا                                                                     |
| برک‌ تونا تاکتامیشغلو | احمد وفا        | ۱-۶۴  | برادر علی وفا                                                                     |

## انتشار
| فصل | زمان شروع فصل   | زمان پایان فصل | تعداد قسمت‌ های این فصل | سال انتشار | شبکه |
| --- | --------------- | -------------- | ---------------------- | ---------- | ---- |
| ۱   | ۱۲ سپتامبر ۲۰۱۹ | ۱۹ مارس ۲۰۲۰   | ۲۸                     | ۲۰۲۰-۲۰۱۹  | فاکس |
| ۲   | ۱۷ سپتامبر ۲۰۲۰ | ۲۷ می ۲۰۲۱     | ۳۶                     | ۲۰۲۰-۲۰۲۱  | فاکس |